# Eucalyptushaantje
Het eucalyptushaantje (Smicrornis brevirostris) is een zangvogel uit de familie Acanthizidae (Australische zangers).

## Verspreiding en leefgebied
Deze soort komt wijdverspreid voor in Australië en telt vier ondersoorten:
- S. b. flavescens: noordelijk Australië.
- S. b. brevirostris: oostelijk Australië.
- S. b. occidentalis: zuidelijk Australië.
- S. b. ochrogaster: westelijk Australië.

## Status
De grootte van de populatie is niet gekwantificeerd maar de soort wordt omschreven als algemeen. Op de Rode lijst van de IUCN heeft deze soort de status niet bedreigd.